# Raúl Siles
Raúl Siles Peláez es un informático español conocido por su actividad en temas relacionados con la ciberseguridad, y muy especialmente con redes inalámbricas.
En 2018 recibió el premio especial del CCN-CERT de manos del rey de España, Felipe VI.
Es fundador y analista sénior de la empresa de ciberseguridad Dinosec.
«Raúl es uno de los pocos profesionales a nivel mundial que ha obtenido la certificación GIAC Security Expert (GSE)».

## Obra
Entre otras publicaciones se encuentran:
- Siles Peláez, Raúl (marzo de 2013). GUÍA DE SEGURIDAD DE LAS TIC:(CCN-STIC-450):Seguridad en dispositivos móviles ( — PDF). CCN. Consultado el 16 de diciembre de 2018.

- Siles Peláez, Raúl (junio de 2002). Análisis de seguridad de la familia de protocolos TCP/IP y sus servicios asociados ( — PDF) (I edición). Consultado el 16 de diciembre de 2018.